# Wendo Kolosoy
Antoine Wendo Kolosoy, aussi connu sous le nom d’artiste Papa Wendo ou Wendo Sor, né le 25 avril 1925 à Mushie au Congo belge, mort le 28 juillet 2008 à Kinshasa, est un chanteur, musicien et boxeur congolais. Il a commencé sa carrière de chanteur à Léopoldville (aujourd’hui Kinshasa) dans la troupe musicale Victoria Kin. En 1948, il connait son premier succès Marie-Louise. Il est souvent reconnu comme le père de la rumba congolaise.

## Biographie
Wendo a été mécanicien de bateaux sur le fleuve Congo. À chaque escale, le garçon prenait sa guitare et faisait bénéficier les gens du coin de ses titres musicaux, empruntant à l'Afrique et aux Caraïbes,,.
Il commença sa carrière musicale en 1936. Crooner incontournable des scènes africaines, auteur compositeur des «tubes» qui ont marqué l'Histoire de la musique africaine, précurseur ou inventeur de la rumba congolaise.
En s’inspirant de son initiateur Paul Kamba (Fondateur de la rumba congolaise) chef de l’orchestre victoria Brazza, il fonda en 1948 le groupe Victoria Kin et enregistra dans la foulée son premier disque. Il a été protégé puis poursuivi par les hommes politiques de son pays. Marie-Louise, une de ses compositions à laquelle les congolais de l'époque accordaient la vertu magique de réveiller les morts, fut considérée par l'église catholique comme un air satanique ; la chanson fut excommuniée. Wendo fut contraint de quitter la capitale et de se réfugier à Kisangani.
À partir de 1965, lors du coup d'État de Mobutu, il cessera sa carrière et ne reviendra en scène que lorsque celui-ci sera écarté du pouvoir 32 ans plus tard par Kabila.
Connu pour sa voix rocailleuse et ses yodels, il est mort le 27 juillet 2008, à la clinique Ngaliema où il était hospitalisé, à l’âge de 83 ans.

## Discographie partielle
- 1992 : musique pour le film documentaire Tango Ya Ba Wendo

### Sources
- Manda Tchebwa, Terre de la chanson, la musique congolaise hier et aujourd'hui, Kinshasa, éditions Duculot, 1996